# Сомро, Мохаммедмиан
Мохаммедмиан Сомро (урду محمد میاں سومرو‎; род. 19 августа 1950, Карачи, Синд) — пакистанский политический деятель.

## Биография
25 мая 2000 Сомро, в прошлом банкир, стал губернатором своей родной провинции Синдх. 26 декабря 2002 оставив этот пост, баллотировался в Сенат, был избран туда 23 февраля 2003 и 12 марта избран председателем Сената. С 15 ноября 2007 до 25 марта 2008 он был временным премьер-министром Пакистана. Вернувшись после утверждения правительства Юсуфа Резы Гилани к обязанностям председателя Сената, он с 18 августа до 9 сентября 2008 исполнял обязанности президента Пакистана после отставки Первеза Мушаррафа до избрания нового президента Асифа Али Зардари. В 2009 оставил пост председателя Сената.